# Rende Calcio 1968
El Rende Calcio 1968 es un club de fútbol de Italia, con sede en Rende, en Calabria. Fue fundado en 1968 y refundado en 2007. Compite en la Promozione Calabria, sexta categoría del fútbol italiano.

## Palmarés

### Torneos interregionales
- Serie C2 (1): 1978-79 (Grupo D)
- Serie D (1): 2003-04 (Grupo D)

### Torneos regionales
- Eccellenza Calabria (2): 1996-97, 2002-03
- Promozione Calabria (1): 1975-76
- Prima Categoria Calabria (2): 1972-73, 2007-08 (Grupo A)
- Seconda Categoria Calabria (1): 1971-72
- Copa Italia de Aficionados Calabria (3): 1993-94, 2001-02, 2009-10

### Torneos provinciales
- Terza Categoria (1): 1970-71